# NGC 2937
NGC 2937 é uma galáxia elíptica (E) localizada na direcção da constelação de Hydra. Forma o par em interação Arp 142 com a galáxia espiral NGC 2936. Possui uma declinação de +02° 44' 53" e uma ascensão recta de 9 horas, 37 minutos e 45,1 segundos.
A galáxia NGC 2937 foi descoberta em 3 de Março de 1864 por Albert Marth.